# Ballspielverein Borussia 09 Dortmund II 2014-2015
Questa voce raccoglie le informazioni riguardanti il Ballspielverein Borussia 09 Dortmund II nelle competizioni ufficiali della stagione 2014-2015.

## Stagione
Nella stagione 2014-2015 il Borussia Dortmund II, allenato da David Wagner, concluse il campionato di 3. Liga al 18º posto e fu retrocesso in Regionalliga.

## Rosa
| N. |                     | Ruolo | Calciatore           |
| -- | ------------------- | ----- | -------------------- |
| 1  | Germania (bandiera) | P     | Steffen Göcke        |
| 2  | Germania (bandiera) | D     | David Sauerland      |
| 3  | Germania (bandiera) | D     | Marc Hornschuh       |
| 4  | Germania (bandiera) | D     | Marian Sarr          |
| 5  | Germania (bandiera) | D     | Christoph Zimmermann |
| 6  | Giappone (bandiera) | C     | Mitsuru Maruoka      |
| 7  | Germania (bandiera) | C     | Oğuzhan Kefkir       |
| 8  | Germania (bandiera) | A     | Nick Weber           |
| 10 | Bulgaria (bandiera) | C     | Edisson Jordanov     |
| 11 | Germania (bandiera) | A     | Tammo Harder         |
| 13 | Slovenia (bandiera) | D     | Jon Gorenc Stanković |
| 14 | Germania (bandiera) | D     | Khaled Narey         |
| 15 | Germania (bandiera) | D     | Maximilian Güll      |
| 16 | Marocco (bandiera)  | D     | Mohamed El-Bouazzati |
| 17 | Turchia (bandiera)  | C     | Ufuk Özbek           |
| 18 | Germania (bandiera) | C     | Evans Nyarko         |

| N. |                        | Ruolo | Calciatore         |
| -- | ---------------------- | ----- | ------------------ |
| 19 | Grecia (bandiera)      | A     | Nikolaos Iōannidīs |
| 20 | Germania (bandiera)    | A     | Julian Derstroff   |
| 21 | Stati Uniti (bandiera) | C     | Joe Gyau           |
| 22 | Stati Uniti (bandiera) | C     | Junior Flores      |
| 23 | Germania (bandiera)    | D     | Nico Knystock      |
| 24 | Germania (bandiera)    | C     | David Solga        |
| 26 | Germania (bandiera)    | C     | Pascal Stenzel     |
| 27 | Turchia (bandiera)     | C     | Burak Çamoğlu      |
| 28 | Tunisia (bandiera)     | D     | Jeremy Dudziak     |
| 29 | Australia (bandiera)   | C     | Mustafa Amini      |
| 30 | Germania (bandiera)    | P     | Hendrik Bonmann    |
| 31 | Germania (bandiera)    | P     | Dominik Reimann    |
| 32 | Germania (bandiera)    | A     | Vincent Stenzel    |
| 33 | Germania (bandiera)    | P     | Zlatan Alomerović  |
| 37 | Germania (bandiera)    | C     | Kevin Großkreutz   |

## Organigramma societario
Area tecnica
- Allenatore: David Wagner
- Allenatore in seconda: Christoph Bühler
- Preparatore dei portieri: Matthias Kleinsteiber
- Preparatori atletici: Andreas Schlumberger, Martin Spohrer, Chris Domogalla, Mike Muretic, Swantje Thomßen

## Calciomercato

### Sessione estiva
| Acquisti | Acquisti             | Acquisti               | Acquisti |
| R.       | Nome                 | da                     | Modalità |
| -------- | -------------------- | ---------------------- | -------- |
| D        | Mohamed El-Bouazzati | Borussia Dortmund U17  |          |
| P        | Steffen Göcke        | Borussia Dortmund U19  |          |
| D        | Jon Gorenc Stanković | Domžale                |          |
| D        | Maximilian Güll      | Duisburg               |          |
| C        | Joe Gyau             | Hoffenheim             |          |
| D        | Nico Knystock        | Borussia Dortmund U19  |          |
| D        | Khaled Narey         | Bayer Leverkusen II    |          |
| P        | Dominik Reimann      | Borussia Dortmund U17  |          |
| D        | Christoph Zimmermann | Borussia M'gladbach II |          |

| Cessioni | Cessioni          | Cessioni         | Cessioni |
| R.       | Nome              | a                | Modalità |
| -------- | ----------------- | ---------------- | -------- |
| A        | Marvin Ducksch    | Paderborn        |          |
| P        | Tim Hohmann       | SV Holzwickede   |          |
| D        | Thomas Meißner    | Duisburg         |          |
| D        | Dominik Nothnagel | Kickers Würzburg |          |
| C        | Linus Schewior    | Holstein Kiel II |          |
| C        | Jérémy Serwy      | Újpest           |          |

### Sessione invernale
| Acquisti | Acquisti           | Acquisti   | Acquisti |
| R.       | Nome               | da         | Modalità |
| -------- | ------------------ | ---------- | -------- |
| A        | Nikolaos Iōannidīs | Olympiacos |          |

| Cessioni | Cessioni         | Cessioni         | Cessioni |
| R.       | Nome             | a                | Modalità |
| -------- | ---------------- | ---------------- | -------- |
| D        | Jannik Bandowski | Monaco 1860      |          |
| A        | Tim Väyrynen     | Viktoria Colonia |          |

## Risultati

### 3. Liga

#### Girone di andata
| Arbitro: | Gerach |

|               |           |                         |
| Eichmeier 73’ | Marcatori | 43’ Jordanov 47’ Harder |

| Arbitro: | Treiber |

|                           |           |                           |
| Solga 3’ (rig.) Kefkir 7’ | Marcatori | 21’ Breitkreuz 51’ Heider |

| Arbitro: | Schlager |

|                |           |  |
| Kleinsorge 90’ | Marcatori |  |

| Arbitro: | Schwermer |

|                                                      |           |              |
| Gyau 8’, 21’ Harder 20’ Solga 48’ (rig.) Maruoka 66’ | Marcatori | 34’ Lienhard |

| Aspach 22 agosto 2014, ore 19:00 CEST 5ª giornata | Sonnenhof G. | 0 – 0 referto | Borussia Dortmund II | Mechatronik Arena (1 934 spett.)\| Arbitro: \| Jöllenbeck \| |
| Arbitro:                                          | Jöllenbeck   |               |                      |                                                              |

| Arbitro: | Bokop |

|            |           |                                       |
| Harder 24’ | Marcatori | 6’ Pflücke 68’ Bouziane 79’ Reinhardt |

| Halle 30 agosto 2014, ore 14:00 CEST 7ª giornata | Hallescher | 0 – 0 referto | Borussia Dortmund II | Erdgas Sportpark (6 314 spett.)\| Arbitro: \| Günsch \| |
| Arbitro:                                         | Günsch     |               |                      |                                                         |

| Arbitro: | Huber |

|            |           |                                     |
| Harder 22’ | Marcatori | 15’ Stenzel 40’ Fink 45’ Kehl-Gómez |

| Arbitro: | Dittrich |

|                                  |           |  |
| Klos 16’ Müller 36’ Testroet 84’ | Marcatori |  |

| Arbitro: | Schriever |

|  |           |               |
|  | Marcatori | 53’, 90’ Rahn |

| Arbitro: | Mix |

|                            |           |           |
| Janjić 62’ Scheidhauer 66’ | Marcatori | 73’ Amini |

| Arbitro: | Bandurski |

|                   |           |                     |
| Harder 82’ (rig.) | Marcatori | 69’ (rig.) Marchese |

| Arbitro: | Sather |

|                          |           |  |
| Köpke 34’ Voglsammer 67’ | Marcatori |  |

| Arbitro: | Reichel |

|                             |           |                         |
| Derstroff 83’ Stanković 90’ | Marcatori | 30’ Il'jučenko 85’ Thee |

| Arbitro: | Kempkes |

|              |           |            |
| Derstroff 7’ | Marcatori | 53’ Blacha |

| Arbitro: | Badstübner |

|                                        |           |             |
| Holzhauser 51’ (rig.) Obernosterer 59’ | Marcatori | 6’ Jordanov |

| Arbitro: | Günsch |

|                            |           |  |
| Harder 13’, 76’ Kefkir 49’ | Marcatori |  |

| Arbitro: | Alt |

|            |           |            |
| Eilers 14’ | Marcatori | 90’ Harder |

| Arbitro: | Osmers |

|               |           |              |
| Derstroff 38’ | Marcatori | 89’ Bischoff |

#### Girone di ritorno
| Dortmund 6 dicembre 2014, ore 14:00 CET 20ª giornata | Borussia Dortmund II | 0 – 0 referto | Rot-Weiß Erfurt | Stadio Rote Erde (2 080 spett.)\| Arbitro: \| Mix \| |
| Arbitro:                                             | Mix                  |               |                 |                                                      |

| Arbitro: | Göpferich |

|  |           |                         |
|  | Marcatori | 37’ Kefkir 70’ Jordanov |

| Dortmund 3 febbraio 2015, ore 19:00 CET 22ª giornata | Borussia Dortmund II | 0 – 0 referto | Wehen Wiesbaden | Stadio Rote Erde (953 spett.)\| Arbitro: \| Schwermer \| |
| Arbitro:                                             | Schwermer            |               |                 |                                                          |

| Arbitro: | Steinhaus-Webb |

|                                    |           |  |
| Palionis 25’ Pusch 64’ Hofrath 89’ | Marcatori |  |

| Arbitro: | Bokop |

|  |           |                  |
|  | Marcatori | 41’ (rig.) Rizzi |

| Magonza 13 febbraio 2015, ore 19:00 CET 25ª giornata | Magonza II | 0 – 0 referto | Borussia Dortmund II | Stadion am Bruchweg (460 spett.)\| Arbitro: \| Mix \| |
| Arbitro:                                             | Mix        |               |                      |                                                       |

| Arbitro: | Badstübner |

|            |           |              |
| Nyarko 90’ | Marcatori | 44’ Furuholm |

| Arbitro: | Jöllenbeck |

|                           |           |              |
| Fink 40’, 57’ Türpitz 69’ | Marcatori | 37’ Jordanov |

| Arbitro: | Schlager |

|               |           |          |
| Iōannidīs 37’ | Marcatori | 20’ Klos |

| Colonia 14 marzo 2015, ore 14:00 CET 29ª giornata | Fortuna Colonia | 0 – 0 referto | Borussia Dortmund II | Südstadion (1 888 spett.)\| Arbitro: \| Günsch \| |
| Arbitro:                                          | Günsch          |               |                      |                                                   |

| Arbitro: | Schult |

|           |           |                                         |
| Harder 9’ | Marcatori | 23’, 79’ Dausch 37’ Albutat 85’ Onuegbu |

| Arbitro: | Alt |

|                              |           |  |
| Marchese 66’ (rig.) Bahn 86’ | Marcatori |  |

| Arbitro: | Reichel |

|            |           |  |
| Harder 81’ | Marcatori |  |

| Arbitro: | Günsch |

|                |           |                  |
| Il'jučenko 36’ | Marcatori | 75’ (rig.) Solga |

| Arbitro: | Huber |

|                                    |           |                         |
| Weidlich 28’ Savran 45’ Bickel 90’ | Marcatori | 10’ Solga 32’ Hornschuh |

| Arbitro: | Heft |

|                          |           |  |
| Harder 53’ Derstroff 84’ | Marcatori |  |

| Arbitro: | Bokop |

|  |           |                                     |
|  | Marcatori | 66’ Kefkir 72’ Derstroff 75’ Harder |

| Arbitro: | Kempkes |

|                     |           |                                   |
| Amini 9’ Harder 78’ | Marcatori | 4’ Hefele 44’ Müller 63’ Dürholtz |

| Arbitro: | Mix |

|               |           |                         |
| Reichwein 13’ | Marcatori | 44’ Narey 51’ Derstroff |

## Statistiche

### Statistiche di squadra
| Competizione | Punti | In casa | In casa | In casa | In casa | In casa | In casa | In trasferta | In trasferta | In trasferta | In trasferta | In trasferta | In trasferta | Totale | Totale | Totale | Totale | Totale | Totale | DR  |
| Competizione | Punti | G       | V       | N       | P       | Gf      | Gs      | G            | V            | N            | P            | Gf           | Gs           | G      | V      | N      | P      | Gf     | Gs     | DR  |
| ------------ | ----- | ------- | ------- | ------- | ------- | ------- | ------- | ------------ | ------------ | ------------ | ------------ | ------------ | ------------ | ------ | ------ | ------ | ------ | ------ | ------ | --- |
| 3. Liga      | 39    | 19      | 4       | 9       | 6       | 25      | 26      | 19           | 4            | 6            | 9            | 16           | 25           | 38     | 8      | 15     | 15     | 41     | 51     | -10 |
| Totale       | 39    | 19      | 4       | 9       | 6       | 25      | 26      | 19           | 4            | 6            | 9            | 16           | 25           | 38     | 8      | 15     | 15     | 41     | 51     | -10 |

### Andamento in campionato
| Giornata  | 1 | 2 | 3  | 4 | 5 | 6 | 7  | 8  | 9  | 10 | 11 | 12 | 13 | 14 | 15 | 16 | 17 | 18 | 19 | 20 | 21 | 22 | 23 | 24 | 25 | 26 | 27 | 28 | 29 | 30 | 31 | 32 | 33 | 34 | 35 | 36 | 37 | 38 |
| --------- | - | - | -- | - | - | - | -- | -- | -- | -- | -- | -- | -- | -- | -- | -- | -- | -- | -- | -- | -- | -- | -- | -- | -- | -- | -- | -- | -- | -- | -- | -- | -- | -- | -- | -- | -- | -- |
| Luogo     | T | C | T  | C | T | C | T  | C  | T  | C  | T  | C  | T  | C  | C  | T  | C  | T  | C  | C  | T  | C  | T  | C  | T  | C  | T  | C  | T  | C  | T  | C  | T  | T  | C  | T  | C  | T  |
| Risultato | V | N | P  | V | N | P | N  | P  | P  | P  | P  | N  | P  | N  | N  | P  | V  | N  | N  | N  | V  | N  | P  | P  | N  | N  | P  | N  | N  | P  | P  | V  | N  | P  | V  | V  | P  | V  |
| Posizione | 5 | 5 | 10 | 4 | 6 | 9 | 11 | 14 | 16 | 18 | 19 | 18 | 19 | 18 | 18 | 19 | 19 | 18 | 18 | 18 | 15 | 16 | 16 | 18 | 18 | 19 | 19 | 18 | 19 | 19 | 19 | 18 | 19 | 19 | 19 | 18 | 19 | 18 |

Legenda:

Luogo: C = Casa; T = Trasferta. Risultato: V = Vittoria; N = Pareggio; P = Sconfitta.

### Statistiche dei giocatori
| Z. Alomerović   | 32 | 0  | 4  | 1 |
| M. Amini        | 28 | 2  | 5  | 2 |
| J. Bandowski    | 7  | 0  | 0  | 0 |
| H. Bonmann      | 7  | 0  | 1  | 0 |
| J. Derstroff    | 27 | 6  | 4  | 0 |
| J. Dudziak      | 14 | 0  | 3  | 0 |
| E. Durm         | 2  | 0  | 0  | 0 |
| M. El-Bouazzati | 3  | 0  | 0  | 0 |
| J. Flores       | 1  | 0  | 0  | 0 |
| M. Ginter       | 2  | 0  | 0  | 0 |
| K. Großkreutz   | 2  | 0  | 0  | 0 |
| J. Gyau         | 11 | 2  | 0  | 0 |
| S. Göcke        | 0  | 0  | 0  | 0 |
| M. Güll         | 12 | 0  | 1  | 0 |
| T. Harder       | 36 | 13 | 5  | 0 |
| M. Hornschuh    | 33 | 1  | 0  | 2 |
| N. Iōannidīs    | 17 | 1  | 3  | 0 |
| D. Ji           | 5  | 0  | 0  | 0 |
| E. Jordanov     | 32 | 4  | 2  | 0 |
| O. Kefkir       | 29 | 4  | 7  | 1 |
| N. Knystock     | 20 | 0  | 5  | 1 |
| M. Maruoka      | 18 | 1  | 1  | 0 |
| K. Narey        | 34 | 1  | 4  | 1 |
| E. Nyarko       | 31 | 1  | 2  | 0 |
| D. Reimann      | 0  | 0  | 0  | 0 |
| M. Sarr         | 6  | 0  | 0  | 1 |
| D. Sauerland    | 0  | 0  | 0  | 0 |
| D. Solga        | 33 | 4  | 11 | 1 |
| J. Stanković    | 31 | 1  | 8  | 1 |
| P. Stenzel      | 1  | 0  | 0  | 0 |
| V. Stenzel      | 5  | 0  | 0  | 1 |
| T. Väyrynen     | 11 | 0  | 1  | 0 |
| N. Weber        | 4  | 0  | 0  | 0 |
| C. Zimmermann   | 27 | 0  | 2  | 0 |
| B. Çamoğlu      | 2  | 0  | 0  | 0 |
| U. Özbek        | 1  | 0  | 0  | 0 |